# Eric Derwent Walrond
Eric Derwent Walrond (18 december 1898 - 8 augustus 1966) was een Guyaans schrijver en journalist en een onderdeel van de Harlem Renaissance. 
Geboren in Georgetown als zoon van een Barbadiaanse moeder en een Guyaanse vader, leefde Walrond een veelbewogen leven dat hem naar Barbados, Panama, New York en uiteindelijk Engeland bracht. 
Walrond begon zijn journalistieke carrière als redacteur en mede-eigenaar van de Brooklyn and Long Island Informer, een 'Afro-Amerikaanse weekkrant, en diende later als de adjunct-redacteur van Negro World. Hij was ook betrokken bij het Opportunity, een tijdschrift van de Urban League, en droeg bij aan verschillende publicaties. Zijn meest bekende boek, Tropic Death, werd uitgebracht in 1926. 
In de jaren dertig vertrok Walrond naar Engeland, waar hij in contact kwam met Engelse schrijvers en kunstenaars. In zijn latere jaren woonde hij in Wiltshire. Op 8 augustus 1966 stierf Eric Derwent Walrond op 67-jarige leeftijd na een instorting op straat in Londen. Zijn vroege literaire werk kreeg na zijn dood bredere erkenning, maar zijn overlijden leek destijds relatief onopgemerkt te zijn gebleven.